# إنغريد ديك
إنغريد ديك (بالإنجليزية: Ingrid Dick)‏ هي لاعبة كرة الشبكة أسترالية، ولدت في 14 يناير 1972 في ملبورن في أستراليا.